# Quebrache, Veracruz
Quebrache är en ort i Mexiko.   Den ligger i kommunen Chinampa de Gorostiza och delstaten Veracruz, i den sydöstra delen av landet, 270 km nordost om huvudstaden Mexico City. Quebrache ligger 40 meter över havet och antalet invånare är 252.
Terrängen runt Quebrache är platt. Runt Quebrache är det ganska tätbefolkat, med 166 invånare per kvadratkilometer. Närmaste större samhälle är Naranjos, 9,1 km väster om Quebrache. Trakten runt Quebrache består till största delen av jordbruksmark.